# Instituto Nórdico da África
O Instituto Nórdico da África (NAI) (sueco: Nordiska Afrikainstitutet) atua como um centro de pesquisa, documentação e informação sobre a África atual para os países nórdicos. O Instituto conduz pesquisas independentes e relevantes para políticas públicas, realiza análises e informa o processo decisório, com o objetivo de promover o conhecimento baseado em pesquisa sobre a África contemporânea.
O Instituto Nórdico da África foi fundado em 1962 e é financiado em conjunto pela Suécia, Finlândia e Islândia. A Dinamarca e a Noruega também faziam parte do grupo original de países fundadores e financiadores, mas retiraram-se em 2013 e 2015, respectivamente. Administrativamente, o instituto opera como uma agência governamental sueca que responde ao Ministério do Exterior da Suécia. Está localizado em Uppsala, Suécia.